# Вентспилс (баскетбольный клуб)
БК «Вентспилс» (латыш. BK Ventspils) — латвийский баскетбольный клуб из одноименного города. Был основан в 1994 г. (в 1993—1994 гг. в первенстве Латвии выступал клуб с аналогичным названием, не имевший никакого отношения к описываемому). Десятикратный чемпион Латвии.

## История
Поначалу БК «Вентспилс» являлся середнячком латвийского первенства. Сезон 1997/1998 стал поворотным — тогда команду стал тренировать Армандс Краулиньш, был построен Вентспилсский олимпийский центр. Тогда же клуб дебютировал в еврокубках, добравшись до одной восьмой финала Кубка Корача. В сезоне 1998/1999 «Вентспилс» стартовал в Кубке Сапорты, а в финале плей-офф латвийского чемпионата проиграл бессменному чемпиону 90-х годов «Броцени». В 1999/2000 г. '«Вентспилс» впервые стал чемпионом Латвии, сумев сохранить это звание в шести последующих сезонах. В 2009 году клуб выиграл своё восьмое «золото», сравнявшись по числу титулов с «Броцени». С 2001/2002 до 2006/2007 г. команду тренировал её бывший игрок Карлис Муйжниекс. Наивысшим достижением в еврокубках стало участие команды в финале четырёх и 3-е итоговое место в Лиге чемпионов ФИБА в 2003 году «Вентспилс» является постоянным участником всех чемпионатов ББЛ, причем клуб трижды участвовал в финалах четырёх (лучшее достижение — 3-е место в 2007 г.).

## Трофеи и титулы

### Национальные титулы
- Чемпионат Латвии
- Чемпион (10): 2000, 2001, 2002, 2003, 2004, 2005, 2006, 2009, 2014, 2018
- Вице-чемпион (9): 1998, 1999, 2007, 2011, 2012, 2013, 2015, 2017, 2019
- Бронзовый призер (4): 1996, 2008, 2010, 2016

### Международные
- Балтийская лига
  -  Чемпион (1): 2013
  -  Вице-чемпион (1): 2015
  -  Бронзовый призер (2): 2007, 2012

- Латвийско-эстонская лига
  -  Чемпион (1): 2019

## Результаты выступлений в чемпионате Латвии
- 1994 — 7
- 1995 — 6
- 1996 — 3
- 1997 — 4
- 1998 — 2
- 1999 — 2
- 2000 — 1
- 2001 — 1
- 2002 — 1
- 2003 — 1
- 2004 — 1
- 2005 — 1
- 2006 — 1
- 2007 — 2
- 2008 — 3
- 2009 — 1
- 2010 — 3
- 2011 — 2
- 2012 — 2
- 2013 — 2
- 2014 — 1
- 2015 — 2
- 2016 — 2

## Результаты выступлений в Балтийской лиге
- 2005 — 4
- 2006 — 5
- 2007 — 3
- 2008 — 6
- 2009 — 7
- 2010 — 4
- 2011 — 4
- 2012 — 6
- 2013 — 1
- 2014 — 1/4 финала
- 2015 — 2
- 2016 — 3

## Сезоны
| Сезон   | Лига | Уровень | Рег. чемп. | Плей-офф | Регион   | Еврокубки                    |
| ------- | ---- | ------- | ---------- | -------- | -------- | ---------------------------- |
| 2014-15 | ЛБЛ  | 1       | 1          | Финалист | Финалист | Гр.этап Еврокубка            |
| 2015-16 | ЛБЛ  | 1       | -          | -        | -        | 1/8 финала Кубка ФИБА Европа |